# カシオペア級哨戒艦
カシオペア級哨戒艦（イタリア語: pattugliatori d'altura Classe Cassiopea）は、イタリア海軍の哨戒艦（OPV）の艦級。

## 来歴
1983年1月18日に制定された海上法により、イタリア海軍には、漁業・海洋資源および洋上作業監視のための哨戒任務が付与された。これらの哨戒任務のため、海軍艦艇は全行動日数の14パーセントを費やすことになったが、正規の戦闘艦艇をこれに充当するのは非効率的であると考えられるようになった。このことから、領海・排他的経済水域での漁業監視・海洋保全および捜索救難を主任務とした新しい哨戒艦として建造されたのが本級である。
建造計画は1982年12月31日に認可されたが、予算は商船省（Ministero della Marina Mercantile; 現在の運輸省）から支出された。発注は1986年12月になされた。

## 設計
要求性能は下記の通りであった。
- シーステート5～6の荒天下でも長期間活動可能
- シーステート2・風力4の洋上で、満載状態で少なくとも19ノットの最大速力を持続的に発揮可能
- 連続哨戒速力は最低15ノット
- 経済速力における航続距離は最低5,000海里

長船首楼型を採用しており、また船楼後端に設定されたヘリコプター甲板は艦尾まで延長され、22.0 m×8.0 mを確保した。ハンガーは入れ子式とされており、また艦の安定化のため、フィンスタビライザーと減揺タンクを備えている。
主砲と方位盤は、退役するカルロ・ベルガミーニ級フリゲートから流用されている。また海洋保全任務のため、汚染水の分析設備とともに、汚染水500 m3を回収できるタンクを備えている。

## 配備
| #    | 艦名                 | 起工      | 就役       |
| ---- | -------------------- | --------- | ---------- |
| P401 | カシオペア Cassiopea | 1987年3月 | 1989年10月 |
| P402 | リーブラ Libra       | 1987年3月 | 1991年3月  |
| P403 | スピカ Spica         | 1988年9月 | 1991年3月  |
| P404 | ヴェガ Vega          | 1989年6月 | 1992年5月  |